# Nicolò Ridolfi
Nicolò Ridolfi (ur. 16 lipca 1501 we Florencji, zm. 31 stycznia 1550 w Rzymie) – włoski kardynał.

## Życiorys
Był jednym z siedmiorga dzieci Piera Ridolfi i Contessiny de' Medici. W latach 1514–1516 był władcą Spoleto, a także protonotariuszem apostolskim. 1 lipca 1517 został kreowany kardynałem i otrzymał diakonię Santi Vito e Modesto in Macello Martyrum. 24 sierpnia 1520 został administratorem diecezji w Orvieto, z której zrezygnował 3 sierpnia 1529. W ciągu swojej kariery kościelnej kilka razy pełnił rolę administratora innych diecezji, m.in. Forlì (1526-1528), Imoli (1533-1546) czy Salerno (1533-1548). W listopadzie 1523 został mianowany biskupem pomezańskim, ale nie objął tej diecezji. 11 stycznia 1524 został arcybiskupem Florencji i pełnił tę funkcję do 11 października 1532. W 1543 ponownie objął arcybiskupstwo we Florencji, ale w 1548 znów z niego zrezygnował. Zmarł na udar mózgu podczas konklawe.